# パチーズへようこそ
『パチーズへようこそ』は、1995年7月にSANKYOが発売した、ファミリーレストランをモチーフにしたパチンコ機のシリーズ名。
『パチーズへようこそ』と『パチーズへようこそSP』の2機種がある。

## 概要
確率変動機能を搭載した権利物タイプ。大当たり後は『パチーズへようこそ』は2回セット、『パチーズへようこそSP』は3回セットの権利が発生する。権利獲得後の大当たり確率はそれぞれ通常確率の1/10となる。権利獲得後も保留がある場合は先に消化され図柄が揃うこともあるが権利は消滅せずセット数は全て消化できる。
図柄は16通りある。左右の図柄には2つ分の大当たり図柄の役割を持つ特殊な図柄がある。ポテトとハンバーガーのハンバーガーセット、コーヒーとケーキのケーキセットの2図柄である。ただし、中図柄には特殊な図柄は存在しないため、大当たりはダブルリーチを含めた14通りとなる。

## スペック
- パチーズへようこそ
  - 賞球数 7&15
  - 大当たり最高継続 16R
  - 大当たり確率 1/240
- パチーズへようこそSP
  - 賞球数 7&15
  - 大当たり最高継続 16R
  - 大当たり確率 1/290

## 図柄
- パフェ
- カレーライス
- サラダ
- クリームソーダ
- フライドチキン
- ピザ
- スパゲッティ
- ステーキ
- ホットケーキ
- サンドイッチ
- ポテト
- ハンバーガー
- コーヒー
- ケーキ
- ハンバーガーセット
- ケーキセット

## 演出
大当たりは3パターンのリーチから多く発生する。中デジタルにカーテンがかけられコマ送りになる「カーテンリーチ」。電子レンジが登場する「電子レンジリーチ」。全デジタルが一斉に止まる「ハイパーリーチ」。なお、各リーチの信頼度は、データ上ではカーテンリーチ、電子レンジリーチ、ハイパーリーチの順に高くなっている。
図柄が揃った大当たり後は、最初に中央下のアタッカー内のV入賞を狙う。入賞後は右打ちに切り替え、回転体役物に入賞すると右下にある電チューが開放される。
確率変動状態の権利発生中は液晶の背景の色が変わる。

## サウンドトラック
- 『ザ・パチンコ・ミュージック・フロム・SANKYO SPECIAL ～愛のパチパチロック～』 キングレコード、1996年2月21日。KICA-1173。
  - BGMが収録されている。